# Sturminster Newton Castle
Sturminster Newton Castle är ett slott i Storbritannien.   Det ligger i kommunen Dorset och riksdelen England, i den södra delen av landet, 170 km väster om huvudstaden London. Sturminster Newton Castle ligger 52 meter över havet.
Terrängen runt Sturminster Newton Castle är platt åt nordväst, men åt sydost är den kuperad. Runt Sturminster Newton Castle är det ganska tätbefolkat, med 108 invånare per kvadratkilometer. Närmaste större samhälle är Manston, 4,4 km nordost om Sturminster Newton Castle. Trakten runt Sturminster Newton Castle består i huvudsak av gräsmarker.